# Алпина (Арканзас)
Алпина (англ. Alpena, Arkansas) — город, расположенный в двух округах Бун и Карролл (штат Арканзас, США) с населением в 371 человек по статистическим данным переписи 2000 года.

## История
Посёлок Алпина-Пасс был основан в 1908 году вскоре после того, как через оба округа прошла железнодорожная магистраль, соединившая штат Миссури с северной частью штата Арканзас. В 1950 годах слово «Пасс» было исключено из названия города и с тех пор официальным его названием является «Алпина».

## География
По данным Бюро переписи населения США город Алпина имеет общую площадь в 3,63 квадратных километров, водных ресурсов в черте населённого пункта не имеется.
Город Алпина расположен на высоте 348 метров над уровнем моря.

## Демография
По данным переписи населения 2000 года в Алпине проживал 371 человек, 95 семей, насчитывалось 146 домашних хозяйств и 170 жилых домов. Средняя плотность населения составляла около 106 человек на один квадратный километр. Расовый состав Алпины по данным переписи распределился следующим образом: 96,50 % белых, 2,16 % — коренных американцев, 0,27 % — азиатов, 1,08 % — представителей смешанных рас.
Испаноговорящие составили 2,43 % от всех жителей города.
Из 146 домашних хозяйств в 35,6 % — воспитывали детей в возрасте до 18 лет, 45,9 % представляли собой совместно проживающие супружеские пары, в 12,3 % семей женщины проживали без мужей, 34,9 % не имели семей. 31,5 % от общего числа семей на момент переписи жили самостоятельно, при этом 19,9 % составили одинокие пожилые люди в возрасте 65 лет и старше. Средний размер домашнего хозяйства составил 2,54 человек, а средний размер семьи — 3,21 человек.
Население города по возрастному диапазону по данным переписи 2000 года распределилось следующим образом: 31,0 % — жители младше 18 лет, 7,3 % — между 18 и 24 годами, 26,1 % — от 25 до 44 лет, 18,3 % — от 45 до 64 лет и 17,3 % — в возрасте 65 лет и старше. Средний возраст жителей составил 31 год. На каждые 100 женщин в Алпине приходилось 83,7 мужчин, при этом на каждые сто женщин 18 лет и старше приходилось 89,6 мужчин также старше 18 лет.
Средний доход на одно домашнее хозяйство в городе составил 23 906 долларов США, а средний доход на одну семью — 28 333 доллара. При этом мужчины имели средний доход в 29 000 долларов США в год против 17 125 долларов среднегодового дохода у женщин. Доход на душу населения в городе составил 13 429 долларов в год. 7,3 % от всего числа семей в округе и 13,3 % от всей численности населения находилось на момент переписи населения за чертой бедности, при этом 5,0 % из них были моложе 18 лет и 29,4 % — в возрасте 65 лет и старше.